# جون كلارك (سياسي أسترالي)
جون كلارك (بالإنجليزية: John Clark)‏ هو سياسي أسترالي، ولد في 14 مايو 1907، وتوفي في 21 نوفمبر 1984. حزبياً، نشط في حزب العمال الأسترالي (فرع جنوب أستراليا) ‏. وقد انتخب عضو مجلس النواب جنوب أستراليا من الجمعية عن دائرة Electoral district of Elizabeth (South Australia) ‏ وقد انضم خلال فترته النيابية (30 مايو 1970 – 9 مارس 1973) للكتلة البرلمانية حزب العمال الأسترالي (فرع جنوب أستراليا) ‏ وانتخب عضو مجلس النواب جنوب أستراليا من الجمعية عن دائرة Electoral district of Gawler ‏ وقد انضم خلال فترته النيابية (19 أبريل 1952 – 29 مايو 1970) للكتلة البرلمانية حزب العمال الأسترالي (فرع جنوب أستراليا) ‏.